# Beskydský bundáš
Beskydský bundáš (zvaný též slezský ovčák, ovčácký bundáš, beskydský ovčák) byl pastevecký pes využívaný pro práci na pastvinách a v horách Valašska, Beskyd a Slovenska. Vznikl křížením původních pasteveckých plemen psů s německým ovčákem. Účelem bylo dosáhnout jak kvalit ovčáckého psa, tak pasteveckého (hlídacího) psa, což se podařilo. Z tohoto spojení se rodila čistě bílá štěňátka, která podědila nejlepší vlastnosti. Ještě v 50. letech 20. století jej bylo možno vidět na pastvinách a loukách. Kvůli uvadajícímu zájmu o pastevectví, odchodu mladých lidí z dědin do velkých měst a také kvůli nástupu průmyslového rozvoje regionů se beskydský bundáš prakticky přestal objevovat. Snaha o zachování plemene se však setkala s neúspěchem.

## Popis
Beskydský bundáš byl středně velký pes ovčáckého typu se vztyčenýma ušima. V kohoutku pes měl výšku 45 až 55 cm. Byl bílé barvy a jeho srst byla dlouhá, huňatá, s velmi hustou podsadou. Právě hustá huňatá srst dala název beskydskému bundášovi. Maďarský výraz „bunda“ znamená „huňatý kožich“ (původně uherský kožich). Od této skutečnosti se odvinul také název plemene tj. bundáš, což znamená huňatý pes.

## Výskyt
Beskydsky bundáš se vyskytoval v oblastech Těšínského Slezska, v Beskydech, na Valašsku, kde byl součástí typického valašského folklóru, a na Slovensku. V 70. letech 20. století existovalo toto plemeno také na Českomoravské vysočině a v severních Čechách. V těchto oblastech svou funkci pasteveckého psa přestával plnit a byl často přivazován k psím boudám, co by jako hlídací pes. 